# Chancelaria (Torres Novas)
Chancelaria est une freguesia portugaise située dans le District de Santarém.
Avec une superficie de 35,31 km2 et une population de 1 861 habitants (2001), la paroisse possède une densité de 52,7 hab/km2.